# Sam Spitze
Sam Spitze är en bergstopp i Österrike.   Den ligger i distriktet Landeck och förbundslandet Tyrolen, i den västra delen av landet, 500 km väster om huvudstaden Wien. Toppen på Sam Spitze är 1 856 meter över havet.
Terrängen runt Sam Spitze är bergig. Närmaste större samhälle är Landeck, 14,1 km öster om Sam Spitze. 
Trakten runt Sam Spitze består i huvudsak av gräsmarker. Runt Sam Spitze är det ganska glesbefolkat, med 27 invånare per kvadratkilometer.